# Лимфаденопатия
Лимфаденопати́я (новолат. lymphadenopathia; лимфа + др.-греч. ἀδήν — железа + -патия) — состояние, проявляющееся увеличением лимфатических узлов. Этот термин является либо рабочим предварительным диагнозом, требующим уточнения при дальнейшем клиническом обследовании, либо ведущим симптомом заболевания.

## Введение
В теле человека насчитывается около 600 лимфатических узлов, однако в норме пальпаторно могут определяться только подчелюстные, подмышечные и паховые лимфоузлы. Среди множества клинических классификаций лимфаденопатий наиболее существенным является разделение лимфаденопатий на:
- локализованные,
- генерализованные.

## Этиология и патогенез
Инфекционные заболевания, наиболее часто протекающие с вовлечением лимфоидной ткани:
- бактериальные (все пиогенные бактерии, болезнь кошачьих царапин, чума, сифилис, туляремия),
- микобактериальные (туберкулёз, лепра),
- грибковые (гистоплазмоз, кокцидиомикоз),
- хламидийные (венерическая лимфогранулёма),
- паразитарные (токсоплазмоз, трипаносомозы, филяриатозы),
- вирусные (вирус Эпштейна — Барр, цитомегаловирус, корь, гепатит, ВИЧ).

Лекарственные вещества, вызывающие синдром лимфаденопатии:
- аллопуринол;
- атенолол;
- каптоприл;
- карбамазепин;
- цефалоспорины;
- препараты золота;
- гидралазин;
- пенициллин;
- фенитоин;
- пириметамин;
- хинидин;
- сульфаниламиды.

## Клиника
Основным симптомом лимфаденопатии является увеличение лимфатических узлов, которое может быть локализованным либо генерализованным. Дополнительными симптомами могут быть:
- ночная потливость;
- потеря веса;
- сопутствующее длительное повышение температуры тела;
- частые рецидивирующие инфекции верхних дыхательных путей (фарингиты, тонзиллиты, ангины и т. п.);
- патологические изменения на рентгенограмме лёгких;
- гепатомегалия;
- спленомегалия.

### Анамнез
Важным фактором определения причины лимфаденопатии является анамнез. Тщательный сбор анамнеза и эпидемиологических данных часто позволяет предположить вероятную причину лимфаденопатии.
Особенности инфекционного анамнеза
| Анамнез                                       | Вероятный диагноз                                |
| --------------------------------------------- | ------------------------------------------------ |
| Контакт с кошками                             | Болезнь кошачьей царапины, токсоплазмоз          |
| Употребление сырого мяса                      | Токсоплазмоз                                     |
| Заболевание туберкулёзом в анамнезе           | Туберкулёзный лимфаденит                         |
| Недавние переливания крови или трансплантации | Цитомегаловирус, гепатит B                       |
| Многочисленные случайные половые связи        | ВИЧ, сифилис, герпес, цитомегаловирус, гепатит B |
| Внутривенное введение наркотиков              | ВИЧ, эндокардит, гепатит B                       |

Особенности профессионального анамнеза
| Профессиональный анамнез  | Вероятный диагноз |
| ------------------------- | ----------------- |
| Охотники, рыбаки          | Туляремия         |
| Работники ферм, скотобоен | Эризипелоид       |

Особенности миграционного анамнеза
| Миграционный анамнез                                                                                | Вероятный диагноз                          |
| --------------------------------------------------------------------------------------------------- | ------------------------------------------ |
| Аризона, Южная Калифорния, Нью-Мексико, Западный Техас, юго-запад США                               | Кокцидиоидомикоз                           |
| Юго-восток и центральная часть США, Юго-Восточная Азия, Индия, Китай, Казахстан, северная Австралия | Бубонная чума, гистоплазмоз                |
| Центральная или Западная Африка                                                                     | Африканский трипаносомоз (сонная болезнь)  |
| Центральная или Южная Америка                                                                       | Американский трипаносомоз (болезнь Шагаса) |
| Восточная Африка, Средиземноморье, Китай, Латинская Америка                                         | Кала-Азар (лейшманиоз)                     |
| Мексика, Перу, Чили, Индия, Пакистан, Египет, Индонезия                                             | Тифоидная лихорадка                        |

### Клиническое обследование
При наличии локализованной лимфаденопатии необходимо исследовать области, от которых лимфа оттекает в данную группу лимфоузлов, на предмет наличия воспалительных заболеваний, поражений кожи, опухолей. Необходимо также тщательное обследование всех групп лимфоузлов, в том числе несмежных, для исключения генерализованной лимфаденопатии. Этот важный этап диагностики должен проводиться всем больным локализованной лимфаденопатией, так как при первичном обследовании выявляется только 17 % больных генерализованной лимфаденопатией.
Необходимо проводить пальпацию подчелюстных, передних и задних шейных, надключичных, подмышечных, паховых лимфоузлов.
В случае обнаружения увеличенных лимфоузлов необходимо отметить следующие их характеристики:
- размер,
- болезненность,
- консистенция,
- связь между собой,
- локализация.

#### Размер
В большинстве случаев нормальным размером лимфоузлов считается диаметр не более 1 см. Локтевой лимфоузел более 0,5 см и паховые более 1,5 см следует считать патологическими. Размер лимфоузлов не даёт возможности предположить диагноз, однако, по некоторым данным, наиболее подозрительными на злокачественное поражение являются лимфоузлы размером более 1×1 см. У детей увеличение лимфоузлов более 2 см в диаметре наряду с наличием изменений при рентгенографии лёгких и отсутствием воспалительных заболеваний уха, носа, глотки может указывать на наличие гранулематозного процесса (напр., туберкулёза, болезни кошачьей царапины, саркоидоза) или злокачественного образования (преимущественно лимфомы).

#### Болезненность
При быстром увеличении лимфоузла в объёме происходит растяжение его капсулы, что вызывает боль. Боль также возникает при воспалительном процессе с нагноением, но может появляться при кровоизлиянии в некротический центр лимфоузла при злокачественном поражении. Наличие или отсутствие боли не является диагностическим признаком между доброкачественными и злокачественными заболеваниями.

#### Консистенция
Лимфоузлы плотные, как камень, типичны для ракового поражения, имеют метастатическую природу. Плотные эластичные лимфоузлы подозрительны на наличие лимфомы. Более мягкие лимфоузлы чаще представляют собой результат инфекционного поражения или воспалительного процесса. При абсцедировании появляется флюктуация. Термин «картечные лимфоузлы» применяется для характеристики множественных мелких лимфоузлов под кожей, обычно их находят у детей в области головы и шеи при вирусных заболеваниях.

#### Связь между собой
Группа лимфоузлов, которая кажется взаимосвязанной и смещается, как единое целое, называется конгломератом. Конгломераты лимфоузлов встречаются при доброкачественных (напр., туберкулёз, саркоидоз, венерическая лимфогранулема) и злокачественных (метастазы рака, лимфомы) заболеваниях.

#### Локализация
Анатомическое положение лимфоузлов при локализованной лимфаденопатии позволяет во многих случаях сузить поиск в дифференциальной диагностике. Например, для болезни кошачьей царапины характерно поражение шейных и подмышечных лимфоузлов, а при инфекциях, передающихся половым путём, — паховых лимфоузлов.
| Локализация                      | Дренируемая область | Возможные причины |
| -------------------------------- | --- | --- |
| Подчелюстные                     | Язык, подчелюстная слюнная железа, губы, полость рта, конъюнктива                                                                 | Поражения головы и шеи, синусов, ушей, глаз, кожи, глотки |
| Подподбородочные                 | Нижняя губа, дно полости рта, кончик языка, кожа щеки                                                                             | Синдром мононуклеоза, вирус Эпштейна — Барр, цитомегаловирус, токсоплазмоз |
| Яремные                          | Язык, миндалины, ушная раковина, околоушная слюнная железа                                                                        | Фарингит, краснуха |
| Задние шейные                    | Кожа головы, шеи, верхних конечностей, грудной стенки, шейные и подмышечные лимфоузлы                                             | Туберкулёз, лимфома, злокачественные заболевания головы и шеи, краснуха |
| Затылочные                       | Кожа головы и шеи | Местные инфекции, краснуха |
| Заушные                          | Наружный слуховой проход, ушная раковина, кожа головы                                                                             | Местные инфекции, краснуха |
| Передние ушные                   | Веки, конъюнктива, височная область, ушная раковина, наружный слуховой проход                                                     | Местные инфекции |
| Правый надключичный лимфоузел    | Средостение, лёгкие, пищевод | Поражение лёгких, пищевода |
| Левый надключичный лимфоузел     | Грудная клетка, брюшная полость через грудной проток                                                                              | Лимфома, злокачественное поражение органов брюшной полости и забрюшинного пространства |
| Подмышечные                      | Верхняя конечность, грудная стенка, молочная железа                                                                               | Инфекции, болезнь кошачьей царапины, лимфома, рак молочной железы, наличие силиконовых имплантатов, бруцеллёз, меланома                                                                                                   |
| Кубитальный (локтевой) лимфоузел | Локтевая часть предплечья и кисти                                                                                                 | Инфекции, лимфома, саркоидоз, туляремия, вторичный сифилис |
| Паховые                          | Пенис, мошонка, вульва, влагалище, промежность, ягодичная область, нижняя часть брюшной стенки, анальный канал, нижняя конечность | Инфекции нижних конечностей, инфекции, передающиеся половым путём (напр., герпес, гонорея, сифилис, шанкроид, паховая гранулема, венерическая лимфогранулема), лимфома, злокачественные заболевания в тазу, бубонная чума |

Надключичная лимфаденопатия наиболее часто связана со злокачественными заболеваниями. Проведение пробы Вальсальвы во время пальпации надключичных лимфоузлов увеличивает вероятность обнаружить увеличенный лимфоузел. Лимфаденопатия в правой надключичной области часто связана с наличием злокачественного образования в средостении, лёгких, пищеводе.
Левые надключичные лимфоузлы (лимфоузел Вирхова) получают лимфу по грудному протоку из грудной и брюшной полости, забрюшинного пространства, а их увеличение может быть сигналом поражения семенников, яичников, почек, поджелудочной железы, простаты, желудка или желчного пузыря.
Увеличение параумбиликальных лимфоузлов может служить признаком злокачественного процесса в тазу или брюшной полости.
У пациентов с генерализованной лимфаденопатией клиническое обследование должно фокусироваться на поиске признаков системного заболевания. Наиболее ценными данными являются обнаружение сыпи, поражения слизистых, гепатомегалии, спленомегалии, поражения суставов. Спленомегалия и лимфаденопатия встречаются при многих заболеваниях, включая мононуклеозоподобный синдром, лимфоцитарную лейкемию, лимфому, саркоидоз.
| Заболевание                                     | Диагностические находки | Исследования |
| ----------------------------------------------- | --- | --- |
| Мононуклеозоподобный синдром                    | Слабость, утомляемость, лихорадка, лейкоцитоз, лимфоцитоз, моноцитоз, атипичные мононуклеары                                                      | Серологические реакции: реакция Пауля — Буннеля, реакция ХД/ПБД реакция Гоффа и Бауэра                                                                          |
| Инфекционный мононуклеоз (вирус Эпштейн — Барр) | Спленомегалия в 50 %, сыпь макуло-папулезного, мелкопятнистого, розеолезного, папулезного характера, которая держится 1-3 дня, исчезает бесследно | Серологические реакции: реакция Пауля — Буннеля, реакция ХД/ПБД реакция Гоффа и Бауэра, исследование фракции IgM, антител к вирусному капсиду                   |
| Токсоплазмоз                                    | Субфебрилитет, в 65 % увеличение печени, хореоретиниты, поражения ЦНС                                                                             | Антитела семейства IgM к антигенам токсоплазм |
| Цитомегаловирус                                 | Невыраженные симптомы | Антитела к цитомегаловирусу, вирусологическое исследование |
| Начальные стадии инфекции ВИЧ                   | ОРЗ-подобный синдром, сыпь | Антитела в ВИЧ |
| Болезнь кошачьей царапины                       | Лихорадка у 30 % пациентов, шейная, подмышечная лимфаденопатия                                                                                    | Клинически, биопсия |
| Фарингит (стафилококковый, стрептококковый)     | Лихорадка, поражение глотки, шейная лимфаденопатия                                                                                                | Бактериологическое исследование смыва с глотки |
| Туберкулёзный лимфаденит                        | Безболезненные конгломераты лимфоузлов | Туберкулинодиагностика, биопсия |
| Вторичный сифилис                               | Сыпь | Реакция микропреципитации, реакция иммобилизации бледной трепонемы, RW                                                                                          |
| Гепатит B                                       | Лихорадка, тошнота, рвота, желтуха | Печёночные пробы, HBs-антиген |
| Венерическая лимфогранулема                     | Боль, конгломерат паховых лимфоузлов | Серологические исследования |
| Шанкроид                                        | Безболезненная язва, болезненные паховые лимфоузлы                                                                                                | Клиника, бактериологический метод |
| Красная волчанка                                | Артрит, сыпь в виде бабочки, серозиты, нарушения функции почек, печени, ЦНС                                                                       | Клиника, антинуклеарные антитела, уровень комплемента |
| Ревматоидный артрит                             | Артрит | Клиника, ревмо-фактор |
| Лимфома                                         | Лихорадка, ночные поты, потеря веса | Биопсия |
| Лимфогранулематоз                               | | Исследование периферической крови, костного мозга, клетки Березовского — Рид — Штернберга                                                                       |
| Сывороточная болезнь                            | Лихорадка, слабость, артралгия, крапивница, использование чужеродной сыворотки в лечении                                                          | Анамнез, клиника, исследование системы комплемента, гистология — скопления «пенистых» макрофагов вокруг артериол (гранулематозное поражение)                    |
| Саркоидоз                                       | Поражение лимфоузлов корня лёгкого, поражение кожи                                                                                                | Биопсия |
| Болезнь Кавасаки                                | Лихорадка, конъюнктивит, сыпь, поражение слизистых                                                                                                | Клиника |
| Болезнь Лайма                                   | Мигрирующая эритема (мишеневидная), артрит | Анамнез (укус клеща), н-РИФ, ELISA-тест, ПЦР |
| Корь                                            | Лихорадка, сыпь, конъюнктивит, кашель | Клиника, пятна Бельского — Филатова — Коплика на слизистой оболочке щёк, серологические исследования (РСК, РТГА, РИФ) диагностическое нарастание титра в 4 раза |
| Краснуха                                        | Сыпь | Клиника, серологические исследования |
| Туляремия                                       | Лихорадка, язва в месте внедрения | Гемокультура, серологическое исследование |
| Бруцеллёз                                       | Лихорадка, потливость, слабость | Гемокультура, серологическое исследование |
| Чума                                            | Лихорадка, болезненные лимфоузлы, острое начало заболевания                                                                                       | Гемокультура, серологическое исследование |
| Болезнь Стилла                                  | Лихорадка, сыпь, артрит | Клиника, ревмо-фактор, антинуклеарные антитела |
| Дерматомиозит                                   | Слабость в конечностях, специфическое поражение кожи                                                                                              | Исследование мышечных ферментов, электромиография, биопсия мышц                                                                                                 |
| Амилоидоз                                       | Слабость, потеря веса | Биопсия |

## Отдельные нозологические формы, проявляющиеся симптомом лимфаденопатии
Появление лимфаденопатии характерно, в частности, для следующих заболеваний:
- Туберкулёз лимфатических узлов
- Инфекционный мононуклеоз
- Краснуха
- Лимфогранулематоз
- Неходжкинские лимфомы
- Болезнь Стилла
- Вирусный гепатит
- Болезнь Гоше
- Болезнь Ниманна — Пика
- Макроглобулинемия Вальденстрема
- Лекарственные лимфаденопатии
- Саркоидоз
- Туляремия
- Болезнь Лайма
- Стрептококковые инфекции кожи
- Болезнь кошачьей царапины (доброкачественный лимфоретикулёз)
- ВИЧ-инфекция

### Лимфаденит
Наиболее часто поражаются подмышечные и паховые узлы. Заболевание начинается болезненным увеличением и уплотнением соответствующих узлов. Они подвижны, не спаяны между собой и покрывающей кожей. При прогрессировании воспаления образуется плотный, монолитный, очень болезненный инфильтрат. Кожа над ним становится неподвижной, красной, горячей, позже истончается, приобретает вишнёвую окраску. Появляется флюктуация, и гной прорывается наружу. Затем гнойник очищается, все симптомы регрессируют и наступает выздоровление. В зависимости от распространения лимфаденита наблюдаются лихорадка, озноб, головная боль, потливость, общее недомогание, высокий лейкоцитоз и увеличение СОЭ.
Маловирулентная инфекция может вызвать хронический гипопластический лимфаденит: малоболезненные увеличенные лимфатические узлы со временем рубцуются и превращаются в твёрдые узелки.
Лимфаденит может осложняться абсцессом, флегмоной, флеботромбозом, сепсисом, лимфостазом и слоновостью.
Диагностика. Острый поверхностный лимфаденит диагностировать несложно, особенно если обнаруживаются очаг инфекции и явления лимфангита. Лимфаденит следует отличать от абсцесса, флегмоны, остеомиелита, гидраденита, пиодермии. Диагностике помогают пункция, рентгенологическое исследование поражённой области. Подострый и хронический лимфаденит надо отличать от туберкулёза, микобактериозов, сифилиса, лимфогранулематоза, метастазов опухолей, болезней крови.

### Туберкулёз лимфатических узлов
Чаще диагностируется у детей и подростков, реже — у взрослых и пожилых. Поражаются чаще шейные и подчелюстные лимфатические узлы, реже — подмышечные, крайне редко — паховые и локтевые. Поражённые лимфоузлы увеличены в размерах до 1,5 см в диаметре и больше, мягкой или плотной консистенции.
Заболевание может начинаться остро, с высокой температуры и выраженной интоксикации, а воспалительный процесс при этом — распространяться из лимфоузлов на подкожную клетчатку и кожу. При вовлечении в процесс окружающих тканей образуются плотные, крупные, малоподвижные пакеты узлов. Отсутствие лечения приводит к нагноению: над лимфатическими узлами кожа гиперемируется, появляется флюктуация, гной прорывается наружу и образуются длительно не заживающие свищи.
Хроническое течение туберкулёза наружных лимфатических узлов проявляется плотными образованиями (узлами), иногда цепочкой мелких узелков.
Различают три формы туберкулёзных лимфаденитов:
- инфильтративную,
- казеозную,
- индуративную.

Инфильтративная форма характеризуется небольшим увеличением лимфоузлов и их плотной консистенцией. Поражается чаще одна группа лимфоузлов. Протекает благоприятно, остаётся только гиперплазия лимфоидной ткани.
При казеозной форме поражаются несколько групп лимфоузлов. Лимфатические узлы подвергаются творожистому некрозу, с нагноением, образованием свищей и язв. Течение тяжёлое.
Индуративная (фиброзная) форма протекает длительно, при ней определяются плотные лимфатические узлы с петрификацией, рубцы на коже после заживших свищей. Данная форма чаще является исходом казеозной формы, реже инфильтративной.
Со стороны крови при остром течении и в период обострения лимфоаденитов отмечаются повышенная СОЭ, умеренно выраженный лейкоцитоз с палочкоядерным сдвигом и моноцитозом.
Диагностика туберкулёза периферических узлов складывается из анамнеза (контакт с больными туберкулёзом, туберкулёз лёгких и других органов, рубцы на шее, заболевание глаз), объективных данных, туберкулинодиагностики (проба резко положительная), обнаружения микобактерий туберкулёза в гное, в пунктате лимфатических узлов, цитологического исследования пунктатов и гистологического анализа биопсийного материала.
Исход заболевания зависит от своевременности диагностики, формы лимфоаденита и эффективности лечения. При благоприятном течении происходит уменьшение и уплотнение лимфатических узлов (иногда с последующим образованием в них петрификатов), свищи закрываются. Свищевые формы заканчиваются обезображивающими склерозированными или келоидными рубцами.
Обследование больного при подозрении на туберкулёз должно основываться на обязательном диагностическом минимуме, который должен быть выполнен при первичном обращении. Дополнительный диагностический минимум и факультативный диагностический минимум выполняются в специализированном медицинском учреждении.

### Инфекционный мононуклеоз
Инфекционный мононуклеоз — вирусное заболевание, вызываемое вирусом Эпштейна — Барр. Инкубационный период колеблется от 4 до 15 дней (чаще около недели). Заболевание, как правило, начинается остро. Ко 2—4-му дню болезни лихорадка и симптомы общей интоксикации достигают наибольшей выраженности. С первых дней появляется слабость, головная боль, миалгия и артралгия, несколько позже — боли в горле при глотании. Температура тела 38—40 ºС. Длительность лихорадки 1—3 нед., реже дольше. Тонзиллит появляется с первых дней болезни или развивается позднее на фоне лихорадки и других проявлений болезни (с 5—7-го дня). Он может быть катаральным, лакунарным или язвенно-некротическим с образованием фибринозных плёнок (напоминающих иногда дифтерийные). Некротические изменения в зеве выражены особенно сильно у больных со значительным агранулоцитозом.
Лимфаденопатия наблюдается почти у всех больных. Чаще поражаются подчелюстные и заднешейные лимфатические узлы, реже — подмышечные, паховые, кубитальные. Поражаются не только периферические лимфатические узлы. У некоторых больных может наблюдаться довольно выраженная картина острого мезаденита. У 25 % больных отмечается экзантема. Сроки появления и характер сыпи изменяются в широких пределах. Чаще она появляется на 3 — 5-й день болезни, может иметь макуло-папулезный (кореподобный) характер, мелкопятнистый, розеолезный, папулезный. Элементы сыпи держатся 1—3 дня и бесследно исчезают. С 3—5-ro дня болезни почти у всех больных увеличиваются печень и селезёнка, увеличение сохраняется до 3—4 недель. Особенно выражены изменения печени при желтушных формах инфекционного мононуклеоза. Увеличивается содержание сывороточного билирубина, повышается активность аминотрансфераз, особенно АсАТ, повышается активность щелочной фосфатазы. При заболевании инфекционным мононуклеозом взрослых должен обязательно быть выполнен тест на антитела к ВИЧ.

### Краснушная инфекция
В течение длительного времени характеристика краснухи включала описание лишь случаев болезни, диагностированных по клиническим данным. С разработкой методов специфической диагностики появилась возможность дополнить существующие представления о клинической картине краснухи при точно установленном диагнозе.
Типичные формы краснухи в большинстве случаев характеризуются определённой цикличностью течения болезни со сменой периодов инкубационного, продромального, высыпания и реконвалесценции.
Инкубационный период составляет в среднем 18±3 дня. 
Продромальный период наблюдается не постоянно, продолжается от нескольких часов до 1—2 дней. У больных в этом периоде могут быть слабо выраженные симптомы интоксикации в виде повышения температуры до субфебрильных цифр, недомогания, утомляемости, иногда сонливости, головной боли. Наряду с этим, нередко, могут иметь место и лёгкие катаральные явления: насморк или заложенность носа, першение в горле, сухой кашель, пятнистая энантема на мягком нёбе, гиперемия дужек и задней стенки глотки. Могут появляться изменения со стороны заднешейных и затылочных лимфатических узлов с умеренным их увеличением и болезненностью.
Продромальный период наиболее отчетливо удаётся установить у взрослых и детей старшего возраста, так как они лучше могут запоминать и анализировать свои ощущения и краснуха чаще у них протекает более тяжело. У детей продромальный период бывает только у 5 % с продолжительностью от нескольких часов до 1—2 дней, в то время как у взрослых — у 40 % и в большинстве случаев он продолжался 2—3 дня и более.
Период высыпания является постоянным при типичных формах краснухи и наиболее отчётливо выраженным. Он чаще всего продолжается 2—3 дня и характеризуется наличием экзантемы, иногда — слабых симптомов интоксикации и лёгких катаральных явлений. Довольно часто наблюдается поражение затылочных и заднешейных лимфатических узлов.
В зависимости от наличия основных клинических симптомов в этом периоде можно выделить три варианта болезни. Первый — с наличием только сыпи, второй — с сыпью и повышением температуры, третий — с сыпью, температурной реакцией и катаральными явлениями.
Сыпь у преобладающего числа больных краснухой бледно-розовая, мелкопятнистая, довольно обильная, её элементы почти одинаковой величины с ровными очертаниями на неизменённом фоне. Появляется она одновременно и уже в течение первых суток покрывает лицо, грудь, живот и конечности. Иногда сыпь на второй день заболевания распространяется на конечности, особенно нижние. Преимущественная локализация сыпи — разгибательные поверхности, хотя она может быть довольно обильной и в области сгибателей. Места естественных сгибов поражаются мало или даже остаются свободными от высыпаний. В ряде случаев сыпь может быть довольно яркой, крупной, пятнисто-папулёзной, с тенденцией к слиянию, возможна своеобразная её изменчивость. В первый день она бывает яркой, крупной, особенно на лице, местами — пятнисто-папулёзной и напоминает коревую. На второй день размеры элементов сыпи могут меняться — до мелкопятнистых, сходных с сыпью при скарлатине, и располагаться как на разгибательных, так и на сгибательных поверхностях. На третий день сыпь бледнеет, становится менее обильной, локализуется в основном на разгибательных поверхностях плеч, предплечий, в области ягодиц и на наружной части бёдер. Сыпь, как правило, никогда не бывает на ладонях и стопах.
Исчезновение сыпи происходит бесследно, как правило, к четвёртому дню от высыпания. Только у отдельных больных может оставаться бледная, кратковременная (в течение 2—3 дней) пигментация, иногда неотчётливая мраморность кожи.
Лимфаденит — довольно постоянный признак краснухи. Характерно поражение заднешейных, затылочных, иногда околоушных, переднешейных, подколенных, подмышечных лимфатических узлов, увеличение которых, как правило, умеренное, может быть множественным или изолированным в виде несимметричного поражения одного из них, иногда сопровождается небольшой болезненностью.
Катаральное воспаление слизистых оболочек верхних дыхательных путей и конъюнктивы наблюдается при краснухе непостоянно и выражено слабо. Обычно оно проявляется редким сухим кашлем, заложенностью носа или небольшими слизистыми выделениями. Конъюнктивит развивается редко, но в отдельных случаях наблюдается небольшая отёчность век, слезотечение, светобоязнь. Могут возникать изменения слизистых оболочек рта в виде слабой гиперемии или появления отдельных мелких пятнышек на слизистой оболочке щек, и только в исключительных случаях гиперемия слизистых оболочек щёк бывает более выраженной, с наличием пятнистой энантемы на мягком нёбе. Довольно частыми симптомами являются лёгкая гиперемия в зеве и боли при глотании. Симптомы интоксикации возникают также непостоянно и чаще всего слабо выражены. Температура может быть нормальной или субфебрильной, но иногда наблюдается и довольно выраженная лихорадка (38—39ºС). Длительность температурной реакции обычно составляет 1—3 дня. Даже при значительной температуре другие симптомы интоксикации возникают редко и держатся кратковременно. Такие симптомы, как головная боль, рвота, понижение аппетита, наблюдаются только у детей старшего возраста и у взрослых.
Поражение внутренних органов при краснухе, как правило, не происходит. Иногда на фоне температурной реакции при аускультации могут быть небольшая тахикардия, приглушение 1 тона на верхушке сердца. У детей старшего возраста и у взрослых могут развиться синовиты, чаще в виде поражения мелких суставов кисти, иногда голеностопных и лучезапястных. Синовиты возникают со второго по седьмой день болезни, протекают доброкачественно и заканчиваются в течение трёх—четырёх дней. В анализах крови на первой неделе болезни выявляется лейкопения или тенденция к лейкопении. В лейкоцитарной формуле крови у большинства больных имеют место лимфоцитоз и нейтропения, довольно характерно появление плазматических клеток, но оно не постоянно. На второй неделе болезни количество лейкоцитов повышается, но у значительной части больных могут длительно оставаться тенденции к лейкопении и лимфоцитозу.
Период реконвалесценции при краснухе протекает, как правило, гладко, без каких-либо патологических проявлений.

### Лимфома Ходжкина, или лимфогранулематоз (согласно приказу № 80 МЗ РБ)
Основным проявлением лимфомы Ходжкина является увеличение лимфоузлов. Из первичного очага путём лимфогенного метастазирования заболевание распространяется в другие группы лимфоузлов. Позже происходит гематогенная диссеминация. Поражённые лимфоузлы имеют плотно-эластическую консистенцию, не спаяны с кожей, безболезненны. У некоторых больных отмечается типичный симптом — боли в увеличенных лимоузлах после употребления алкоголя. Чаще поражаются надключичные и медиастинальные лимфоузлы. У 90 % больных первичное поражение локализовано выше диафрагмы. Кольцо Вальдейера — Пирогова, околоушные, затылочные и локтевые (кубитальные) лимфоузлы почти никогда не поражаются, их вовлечение требует дифференциальной диагностики с другими лимфомами. Первый пик высокой заболеваемости относится к возрасту 20—34 года, а второй — 60—74 года.
Выделяют следующие морфологические варианты лимфогранулематоза:
- Лимфоидное преобладание.
- Нодулярный склероз.
- Смешанно-клеточный.
- Лимфоидное истощение.

К лимфатическим структурам относятся:
- лимфатические узлы;
- вальдейерово кольцо;
- селезёнка;
- аппендикс;
- вилочковая железа;
- пейеровы бляшки.

Экстралимфатическое (экстранодальное) проявление — поражение нелимфатических структур и тканей — обозначается символом Е.
Классификация лимфогранулематоза по стадиям (Ann Arbor, 1971)
Стадия I. Поражение одной лимфатической зоны или лимфатической структуры (I).
Поражение одной лимфатической зоны или лимфатической структуры с вовлечением прилежащих тканей (IЕ).
Локализованное поражение одного экстралимфатического органа (IЕ).
Стадия II. Поражение двух и более лимфатических зон по одну сторону диафрагмы (II).
Поражение двух и более лимфатических зон по одну сторону диафрагмы с вовлечением прилежащих тканей (IIЕ).
Локализованное поражение одного экстралимфатического органа и его регионарных лимфатических узлов с или без поражения других лимфатических зон по ту же сторону диафрагмы (IIЕ).
Стадия III. Поражение лимфатических узлов по обе стороны диафрагмы (III), которое может сочетаться с локализованным поражением одного экстралимфатического органа или ткани (IIIЕ), или с поражением селезёнки (IIIS), или с поражением того и другого (IIIЕ + S).
Стадия IV. Диссеминированное (многофокусное) поражение одного или нескольких экстралимфатических органов с или без поражения лимфатических узлов.
Изолированное поражение экстралимфатического органа с поражением отдалённых (не регионарных) лимфатических узлов.
Поражение лёгкого, ограниченное одной долей или корнем лёгкого, в сочетании с лимфаденопатией на той же стороне либо односторонний плевральный выпот с или без поражения лёгкого, но с прикорневой лимфаденопатией, расцениваются как локальное экстралимфатическое распространение болезни (Е).
Поражение печени и костного мозга всегда расцениваются как диффузное экстранодальное распространение болезни (IV стадия).
Одной зоной лимфатических узлов являются:
- шейные, подчелюстные, надключичные;
- подключичные;
- корней лёгких;
- медиастинальные;
- подмышечные;
- мезентериальные;
- парааортальные;
- ворот печени;
- ворот селезёнки;
- подвздошные;
- паховые и бедренные.

Симптомы лимфогранулематоза.
Каждая стадия должна быть разделена на подстадии А и Б в зависимости от отсутствия (А) или наличия (Б) общих симптомов. К ним относятся:
- Увеличение лимфатических узлов.
- Необъяснимая потеря массы тела более чем на 10 % за последние 6 месяцев.
- Необъяснимые подъёмы температуры выше 38°С в течение 3 дней.
- Профузные ночные поты.

Обследование больных согласно приказу № 80 МЗ РБ:
1. Детальный сбор анамнеза с особым вниманием к наличию симптомов интоксикации, «алкогольных» болей (появление болей в зонах поражения после приёма даже небольшого количества алкоголя) и темпу роста лимфатических узлов.
2. Тщательное пальпаторное обследование всех групп периферических лимфатических узлов (подчелюстных, шейно-надключичных, подключичных, подмышечных, подвздошных, паховых, бедренных, локтевых, затылочных), печени, селезёнки.
3. Осмотр ЛОР-врача (нёбные миндалины, носоглотка).
4. Эксцизионная биопсия. Для исследования берётся самый ранний из появившихся лимфатических узлов, который удаляется полностью. При удалении узел не должен быть повреждён механически. Нежелательно для гистологического исследования использовать паховые лимфатические узлы, если имеются вовлечённые в процесс другие группы лимфатических узлов. Пункционная биопсия для начальной диагностики недостаточна.
5. УЗИ:
  1. всех групп периферических лимфатических узлов, включая шейные, над- и подключичные, подмышечные, паховые, бедренные;
  2. брюшной полости с исследованием печени, селезёнки, парааортальных, подвздошных лимфатических узлов.
6. Компьютерная томография органов грудной клетки и брюшной полости.
7. Остеосцинтиграфия (по показаниям).
8. Рентгенография костей при наличии жалоб у больного на боли, а также при выявлении изменений на сцинтиграммах.
9. Клинический анализ крови, включая содержание эритроцитов, гемоглобина, тромбоцитов, лейкоцитарную формулу, СОЭ.
10. Биохимический анализ крови, включая исследование креатинина, мочевины, билирубина, общего белка, трансаминаз, ЛДГ, щелочной фосфатазы.
11. Биопсия костного мозга (трепанобиопсия крыла подвздошной кости). Цитологического исследования недостаточно.
12. Сцинтиграфия с галлием.
13. Анализ крови на ВИЧ-инфекцию.

При формулировке окончательного диагноза обязательно указываются стадия, наличие или отсутствие В-симптомов, зон массивного поражения, вовлечение селезёнки и экстранодальных областей.
Диагноз лимфомы Ходжкина устанавливается исключительно на основании морфологии и считается достоверным, если найдены специфические двуядерные или многоядерные клетки Березовского — Рид — Штернберга. Для адекватной диагностики должен быть исследован поражённый лимфоузел целиком.

### Неходжкинские лимфомы
Неходжкинские лимфомы (НХЛ, лимфосаркома) представляют собой гетерогенную группу злокачественных лимфопролиферативных опухолей, отличающихся друг от друга по биологическим свойствам, морфологическому строению, клиническим проявлениям, ответу на лечение и прогнозу.
Первым проявлением заболевания является появление одного поражённого лимфатического узла, из которого впоследствии происходит лимфогенное и гематогенное метастазирование опухоли. Первичный опухолевый очаг может локализоваться как в лимфоузлах (нодальное поражение) так и в других органах и тканях (экстранодальное поражение). При НХЛ намного чаще вовлекаются в патологический процесс периферические лимфоузлы, чем медиастинальные. Лимфатические узлы плотные безболезненные, не спаяны с кожей и подлежащими тканями. Позднее образуют конгломераты. Увеличенные лимфоузлы могут сдавливать сосуды и рядом лежащие органы, обусловливая вторичную симптоматику (синдром верхней полой вены, динамическую кишечную непроходимость, портальную гипертензию, механическую желтуху и т. п.). Поражение кольца Вальдейера — Пирогова имеет вид бугристой опухоли бледно-розового цвета, которая может прорастать в пазухи, решётчатый лабиринт. Глоточные миндалины могут быстро увеличиваться, при двустороннем поражении смыкаться и изъязвляться. Возможно поражение других органов (молочной железы, семенников, кожи, ЦНС и др.).

#### Рабочая классификация для клинического использования (Working Formulation, 1994)
I. Лимфомы низкой степени злокачественности
1. Из мелких лимфоцитов.
2. Фолликулярная, преимущественно из мелких клеток с расщеплёнными ядрами (I степень цитологической зрелости).
3. Фолликулярная смешанная, из мелких клеток с расщеплёнными ядрами и крупных клеток (II степень цитологической зрелости).
II. Лимфомы промежуточной степени злокачественности
1. Фолликулярная, преимущественно из крупных клеток (III степень цитологической зрелости).
2. Диффузная, из мелких клеток с расщеплёнными ядрами.
3. Диффузная, из мелких и крупных клеток.
4. Диффузная крупноклеточная.
III. Лимфомы высокой степени злокачественности
1. Диффузная иммунобластная крупноклеточная.
2. Лимфобластная.
3. Из мелких клеток с нерасщеплёнными ядрами (типа Беркитта и не-Беркитта).

#### Группа лимфом, не укладывающихся в эти три категории
- смешанные формы;
- грибовидный микоз;
- гистиоцитарная;
- экстрамедуллярная плазмоцитома;
- неклассифицируемые формы.

#### Клиническое стадирование
Распределение НХЛ по стадиям осуществляется по классификации Энн-Арбор (1971), разработанной для лимфогранулематоза.
Клиническое обследование больных аналогично таковому при лимфоме Ходжкина. При симптомокомплексе поражения ЦНС проводится люмбальная пункция (при лимфобластных лимфомах или при подозрении на поражение ЦНС) для исследования спинномозговой жидкости.

### Болезнь Стилла
Болезнь Стилла у взрослых является одним из вариантов системных заболеваний соединительной ткани, проявляющимся лихорадкой, устойчивой к антибиотикам, увеличением ЛУ и селезёнки, кожными папулезными и геморрагическими высыпаниями, суставным синдромом (артралгии, реже артриты). В периферической крови характерны нейтрофильный лейкоцитоз, увеличение СОЭ. Заболевание чаще всего приходится дифференцировать с системной красной волчанкой, ревматоидным артритом, вирусным гепатитом с системными проявлениями, септическим процессом. Специфических методов диагностики не существует. Гистологическое исследование ЛУ даёт мало информации. Клинический эффект в виде купирования лихорадки и других симптомов может наблюдаться при назначении глюкокортикоидов.

### Вирусный гепатит
Хронический вирусный гепатит (чаще вирусный гепатит C) может проявляться различными внепечёночными симптомами (лихорадка, лимфаденопатия, геморрагический васкулит, поражение лёгких, полисерозиты, синдром Шегрена). В ряде случаев внепечёночная симптоматика выступает на первый план в клинической картине и является дебютом печёночного заболевания. При подозрении на хронический вирусный гепатит обязательно лабораторное исследование на наличие всех маркеров гепатита. Для окончательной верификации целесообразно гистологическое исследование биоптатов печени.

### Болезни Гоше и Ниманна — Пика
Болезнь Гоше, болезнь Ниманна — Пика относятся к так называемым болезням накопления, в основе которых лежит наследственный дефект метаболизма фосфолипидов и цереброзидов. Фагоцитирующие мононуклеары селезёнки и ЛУ интенсивно пролиферируют и фагоцитируют неметаболизированные липиды. Интенсивная пролиферация макрофагальных клеток ведёт к увеличению ЛУ и главным образом селезёнки. Выраженная спленомегалия с цитопеническим синдромом является клиническим маркером заболевания. Поэтому выявление у больных лимфаденопатией значительного увеличения селезёнки при отсутствии других причин требует исключения болезней накопления, в частности болезни Гоше. Диагностическим признаком является наличие так называемых клеток Гоше в пунктатах ЛУ, костного мозга, селезёнки. Клетки имеют плотное эксцентрично расположенное ядро и светло-серую цитоплазму с концентрической исчерченностью. Возможна верификация дефицита фермента глюкоцереброзидазы, обеспечивающей утилизацию липидов в лейкоцитах периферической крови.

### Макроглобулинемия Вальденстрема
Макроглобулинемия Вальденстрема относится к хроническим лейкозам, основным субстратом которого являются зрелые и созревающие лимфоидные клетки. Особенностью заболевания является продукция опухолевыми лимфоидными клетками моноклонального макроглобулина, относящегося к классу IgM, вследствие чего может развиваться поражение сосудов (васкулит). Основными клиническими проявлениями заболевания наряду с лимфаднопатией являются увеличение селезёнки, геморрагические кожные высыпания, наличие мочевого синдрома. В крови выявляется абсолютный лимфоцитоз, анемия (часто вследствие аутоиммунного гемолиза), значительное увеличение СОЭ. В костном мозге лимфоидная инфильтрация. Диагноз подтверждается наличием у больного с увеличенными ЛУ и селезёнки макроглобулина IgM.

### Лекарственные лимфаденопатии
Лекарственные лимфаденопатии могут возникать в результате реакции лимфогистиоцитарной системы на некоторые лекарственные препараты (фенитоин, препараты золота и др.).

### Саркоидоз
Саркоидоз — гранулематозное воспаление, клинически проявляющееся увеличением ЛУ (чаще бронхопульмональных, реже периферических), поражением лёгких и других органов. Особенностью больных саркоидозом является угнетение клеточного иммунитета, что манифестируется отрицательной реакцией на внутрикожное введение туберкулина. Морфологическим субстратом саркоидоза является саркоидная гранулёма, состоящая из лимфоидных, эпителиоидных клеток, гигантских клеток Лангханса при отсутствии (в отличие от туберкулёзной гранулёмы) казеозного некроза.

### Туляремия
Внедрение возбудителя чаще происходит через микротравмы на коже, при употреблении загрязнённой возбудителями пищи и воды. Переносчиками возбудителя туляремии (Francisella tularensis) могут быть клещи, комары, слепни. Инкубационный период чаще продолжается от 3 до 7 дней (может варьировать от 1 до 14 дней). Заболевание начинается остро или даже внезапно. Температура тела повышается до 38 — 40º С. Больные жалуются на головную боль, слабость, мышечные боли, отсутствие аппетита, может быть рвота. При тяжёлых формах может быть бред, больные чаще возбуждены, заторможенность наблюдается редко. В зависимости от клинической формы на месте будущих воспалительных изменений в области ворот инфекции могут быть различные жалобы: боли в глазу, боли при глотании, боли за грудиной, в животе, в области развивающегося бубона. В начальном периоде основными являются симптомы общей интоксикации, в дальнейшем на первый план выступают локальные изменения, связанные с воротами инфекции. Температурная кривая чаще ремиттирующая или неправильно интермиттирующая. Без антибиотикотерапии лихорадка может продолжаться до 2 нед., а в периоде реконвалесценции может быть длительный субфебрилитет. Общая продолжительность болезни при затяжных и хронических формах может затянуться до нескольких месяцев. К концу первой недели болезни увеличиваются печень и селезёнка. Основными клиническими формами болезни являются: кожно-бубонная, глазо-бубонная, ангинозно-бубонная, абдоминальная, лёгочная и генерализованная.

### Болезнь Лайма
Клиническая классификация иксодовых клещевых боррелиозов (Ю. В. Лобзин, В. С. Антонов, С. С. Козлов, 1996)
Формы болезни: латентная, манифестная.
1. По течению: острое (до 3 мес.), подострое (от 3 до 6 мес.), хроническое (более 6 мес.).
2. По клиническим признакам:
- острое и подострое течение: эритемная и безэритемная формы с преимущественным поражением нервной системы, сердца, суставов;
- хроническое течение: непрерывное и рецидивирующее (течение) с преимущественным поражением нервной системы, сердца, суставов, кожи.

3. По тяжести: тяжёлая, средней тяжести, лёгкая.
Инкубационный период колеблется от 1 до 20 дней (чаще 7 — 10). Достоверность его зависит от точности установления факта присасывания клеща. До 30 % больных не помнят или отрицают в анамнезе укус этого переносчика. Заболевание начинается обычно подостро с появления болезненности, зуда, отёка и покраснения на месте присасывания клеща. Больные предъявляют жалобы на умеренную головную боль, общую слабость, недомогание, тошноту, чувство стягивания и нарушение чувствительности в области укуса клеща. В это же время появляется характерная эритема кожи (до 70 % больных). Повышается температура тела — чаще до 38 °C, иногда сопровождается ознобом. Лихорадочный период продолжается 2 — 7 дней, после снижения температуры тела иногда на протяжении нескольких дней отмечается субфебрильная температура.
Мигрирующая эритема (основной клинический маркер заболевания) появляется через 3 — 32 дня (в среднем 7) в виде красной макулы или папулы на месте укуса клеща. Зона покраснения вокруг места укуса расширяется, отграничиваясь от непоражённой кожи ярко-красной каёмкой, в центре поражения интенсивность изменений выражена меньше. Размеры эритем могут быть от нескольких сантиметров до десятков (3 — 70 см), однако тяжесть заболевания не связана с размерами эритемы. В месте начального поражения иногда наблюдаются интенсивная эритема, появляются везикула и некроз (первичный аффект). Интенсивность окраски распространяющегося поражения кожи равномерна на всем протяжении, в пределах наружной границы могут появляться несколько красных колец, центральная часть со временем бледнеет. На месте бывшей эритемы часто сохраняется повышенная пигментация и шелушение кожи. 
У некоторых больных проявления заболевания ограничиваются поражением кожи в месте укуса клеща и слабо выраженными общими симптомами, у части больных, видимо, гематогенно и лимфогенно боррелии могут распространяться на другие участки кожи, возникают вторичные эритемы, но, в отличие от основной, нет первичного аффекта. Могут наблюдаться другие кожные симптомы: сыпь на лице, крапивница, преходящие точечные и мелкие кольцевидные высыпания, конъюнктивит. У некоторых больных развившаяся эритема сходна с рожистым воспалением, а наличие первичного аффекта и регионарного лимфаденита сходны с проявлениями клещевого сыпного тифа и туляремии. Кожные симптомы часто сопровождаются головной болью, ригидностью мышц шеи, лихорадкой, ознобом, мигрирующими болями в мышцах и костях, артралгией, выраженной слабостью и утомляемостью. Реже наблюдается генерализованная лимфаденопатия, боли в горле, сухой кашель, конъюнктивит, отёк яичек. Первые симптомы заболевания обычно ослабевают и полностью исчезают в течение нескольких дней (недель) даже без лечения.

### Стрептококковые инфекции кожи
Проявляются наличием поражения кожи в виде нефолликулярной пустулы (фликтены) с вялой покрышкой, распространяющейся по периферии, болезненная, наполнена желтоватым серозным содержимым. В дальнейшем образуется эрозия. Поверхностное поражение — импетиго, глубокие поражения — эктима. Импетиго встречается чаще на лице, эктима — на конечностях. Наряду с первичным поражением может обнаруживаться локализованная лимфаденопатия.

### Болезнь кошачьей царапины (доброкачественный лимфоретикулёз)
Острое инфекционное заболевание, возникающее при контакте с инфицированными кошками — при укусе, царапинах, ослюнении. Характеризуется лихорадкой, регионарным лимфаденитом, увеличением печени и селезёнки, иногда первичным аффектом и экзантемой. Возбудитель относится к бартонеллам. По антигенным свойствам близок к возбудителям орнитоза. Инфицированные кошки остаются здоровыми.
Инкубационный период длится от 3 до 60 дней (чаще 2 — 3 нед). Болезнь может начинаться с появления небольшой язвочки или пустулы на месте царапины (укуса), самочувствие остаётся хорошим. Спустя 15 — 30 дней после заражения появляется регионарный лимфаденит — наиболее характерный признак болезни. Чаще бывают увеличены подмышечные, локтевые, шейные, реже другие лимфатические узлы. Они достигают 3 — 5 см в диаметре, болезненны при пальпации, не спаяны с окружающими тканями. В 50 % случаев нагнаиваются с образованием густого желтовато-зелёного гноя (высеять бактерии не удается). Одновременно появляются симптомы общей интоксикации, лихорадка, увеличение печени и селезёнки (в атипичных случаях либо у людей с иммуносупрессией). Лимфаденит может сохраняться до нескольких месяцев. Подтверждением диагноза может служить положительный результат РСК (реакции связывания комплемента) с орнитозным антигеном, хотя у многих больных эта реакция остаётся отрицательной.

### ВИЧ-инфекция
ВИЧ-инфекция — инфекционный процесс в организме человека, вызываемый вирусом иммунодефицита человека (ВИЧ), характеризующийся медленным течением, поражением иммунной и нервной систем, последующим развитием на этом фоне оппортунистических инфекций, новообразований, приводящих инфицированных ВИЧ к летальному исходу.
КЛИНИЧЕСКАЯ КЛАССИФИКАЦИЯ ВИЧ-ИНФЕКЦИИ
В течение ВИЧ-инфекции можно видеть несколько стадий, постепенно переходящих одна в другую.
Первичная реакция организма на внедрение ВИЧ проявляется выработкой антител. Однако от момента заражения до выработки антител обычно проходит в среднем от 3 недель до 3 месяцев. Нередки случаи сероконверсии через 6 месяцев, описаны случаи даже через 1—3 года. Этот период называется «сероконверсионное окно». У 15—25 % инфицированных появление антител к ВИЧ в организме проявляется первичной манифестацией.
1. Острая инфекция. Чаще всего появляется между 6—12 неделями после инфицирования, но может появиться через 1 неделю и через 8—12 месяцев, и более. Клиническая картина чаще всего проявляется мононуклиозоподобным синдромом с асептическим менингитом или без него, либо эта стадия протекает в субклинической форме.
2. Асимптомная инфекция (вирусоносительство) (АИ). Характеризуется отсутствием каких-либо клинических проявлений и симптомов ВИЧ-инфекции. Отнесение лиц к этой группе осуществляют на основании данных эпидемиологического анамнеза и лабораторных исследований. Последние включают поиск антител к ВИЧ в сыворотке, анализ форменных элементов крови с целью выявления лимфопении и тромбоцитопении, иммунологические методы, позволяющие определить количество и соотношение Т-хелперов и Т-супрессоров, анализ функций иммуноглобулинов.
3. Персистирующая генерализованная лимфаденопатия (ПГЛ). Характеризуется наличием выраженной лимфаденопатии в течение трёх и более месяцев у лиц с эпидемиологическими данными о возможности заражения ВИЧ при отсутствии каких-либо других инфекций и видимых причин.
4. СПИД — ассоциированный симптомокомплекс (пре-СПИД, САК). На данном этапе заболевания признаки оппортунистических инфекций или опухолевых поражений, присущих развернутой картине СПИД, ещё отсутствуют. Характеризуется наличием:
- «конституционального» состояния:
  - потеря массы тела 10 % и более;
  - необъяснимая суб- и фебрильная лихорадка на протяжении 3 месяцев и более;
  - немотивированная диарея, длящаяся более 1 месяца;
  - синдром хронической усталости;
- вторичных заболеваний:
  - грибковые, вирусные, бактериальные поражения кожи и слизистых;
  - повторный или диссиминированный опоясывающий лишай, локализованная саркома Капоши;
  - волосистая лейкоплакия;
  - повторные фарингиты и синуситы;
  - туберкулёз лёгких;
  - повторные или стойкие вирусные, бактериальные, грибковые, протозойные поражения внутренних органов.

СПИД характеризуется развитием оппортунистических инфекций и опухолей, как результат глубокого клеточного иммунодефицита. Все эти стадии могут проявляться непоследовательно и необязательно присутствовать у всех инфицированных.
Период острой инфекции у 15-25 % инфицированных совпадает с периодом сероконверсии, поэтому при проявлении первых клинических симптомов в сыворотке крови больного можно не обнаружить антител к белкам и гликопротеидам ВИЧ. В стадии острой инфекции часто отмечается транзиторное снижение уровня СД4Т-лимфоцитов, которое иногда сопровождается развитием клинических проявлений вторичных заболеваний (кандидозы, герпесвирусная инфекция). Эти проявления, как правило, слабо выражены, кратковременны и хорошо поддаются терапии. Острая инфекция отмечается у 50-90 % инфицированных лиц в первые 3-6 месяцев после заражения. Продолжительность клинических проявлений острой инфекции варьирует от нескольких дней до нескольких месяцев. Однако обычно продолжительность стадии острой инфекции составляет 2-3 недели, после чего заболевание переходит в одну из двух других стадий — ассимптомную инфекцию или персистирующую генерализованную лимфаденопатию (ПГЛ). Возможны рецидивы клинических проявлений острой инфекции. В единичных случаях острая инфекция может, минуя стадии АИ и ПГЛ, переходить в стадию САК (пре-СПИД).
В стадии асимптомной инфекции может отмечаться умеренное увеличение лимфоузлов. У пациентов с асимптомной стадией (АИ) определяются антитела к антигенам ВИЧ. Характерной чертой III стадии является персистирующая генерализованная лимфаденопатия (увеличение не менее 2 лимфоузлов в двух разных группах, исключая паховые лимфоузлы у взрослых, до размера более 1 см, у детей — более 0,5 см в диаметре, сохраняющихся в течение не менее 3 месяцев). ПГЛ может отмечаться и на поздних стадиях ВИЧ-инфекции, однако на этой стадии она является единственным клиническим проявлением. Асимптомная инфекция и персистирующая генерализованная лимфаденопатия развиваются после стадии острой инфекции или непосредственно после стадии «сероконверсивного окна». Увеличенные лимфоузлы могут уменьшаться и вновь увеличиваться в размерах, таким образом, стадии II и III могут чередоваться. В целом три первых стадии характеризуются относительным равновесием между иммунным ответом организма и действием вируса. Длительность этого периода может варьировать от 2-3 до 10-15 лет. В этот период отмечается постепенное снижение уровня CD-4 Т-лимфоцитов, в среднем со скоростью 50-70 клеток в мм³ в год. По мере прогрессирования заболевания у пациентов начинают выявляться клинические симптомы, свидетельствующие об углублении поражения иммунной системы, что характеризует переход ВИЧ-инфекции в стадию САК (пре-СПИД). Эта стадия обычно начинает развиваться через 3-5 лет от момента заражения. Для неё характерны бактериальные, грибковые и вирусные поражения слизистых и кожных покровов, воспалительные заболевания верхних дыхательных путей, которые с течением времени (через 5-7 лет от момента заражения) приобретают затяжное течение. Развиваются поражения внутренних органов. Кроме того, могут отмечаться локализованная саркома Капоши, умеренно выраженные конституциональные симптомы, поражения периферической нервной системы.
Стадия СПИД (через 7-10 лет) характеризуется развитием тяжёлых, угрожающих жизни вторичных заболеваний, их генерализованным характером, поражением ЦНС. Имеющиеся у больных поражения органов и систем носят необратимое течение: одно заболевание сменяет другое. Даже адекватно проводимая терапия вторичных заболеваний малоэффективна, и больной погибает в течение нескольких месяцев. Приведённые сроки развития стадий болезни носят усреднённый характер. В ряде случае заболевание развивается более быстро и уже через 2-3 года переходит в терминальную стадию.
В Республике Беларусь регистрации подлежат все случаи ВИЧ-инфекции, тогда как в других странах регистрируются лишь случаи СПИДа. Диагноз СПИД можно ставить только по критериям, принятым ВОЗ.
1. Диагноз СПИД можно ставить, если имеется лабораторное подтверждение ВИЧ-инфекции и присутствуют следующие заболевания:
- Оппортунистические инфекции;
  - бактериальные инфекции, множественные или рецидивные у ребёнка в возрасте до 13 лет;
  - кокцидоз бронх, трахеи или лёгких;
  - кандидоз пищевода;
  - кокцидиомикоз, распространённый или внелёгочный;
  - криптококкоз, внелёгочный;
  - криптоспоридиоз кишечный с поносом (продолжительность более 1 месяца);
  - вирус цитомегалии (непечёночный, селезёнки или узлов) у пациента в возрасте старше 1 месяца;
  - вирус цитомегалии, ретинит (с потерей зрения);
  - простой герпес: хроническая язва (продолжительность более 1 месяца) или бронхиты, пневмонии или эзофагиты у пациентов старше 1 месяца;
  - гистоплазмоз, распространённый и внепульмональный;
  - изоспороз, кишечный с поносом (продолжительность более 1 месяца);
  - микобактерия авиум или микобактерия кансаси, рассеянная или внелёгочная;
  - микобактерия туберкулёза, лёгочная у взрослых или подростков (старше 13 лет);
  - микобактерия туберкулёза, внелёгочная;
  - микобактерия или другие бактерии (или неопознанные бактерии), рассеянные или внелёгочные;
  - пневмоцистная пневмония;
  - пневмония, рецидивная;
  - прогрессирующая многоочаговая лейкодистрофия;
  - сальмонеллезная сенцитимия (нетипичная), рецидивная;
  - токсоплазмоз мозга у пациента старше 1 месяца.
- Другие заболевания:
  - инвазивный цервикальный рак;
  - энцефалопатия, относящаяся к ВИЧ;
  - саркома Капоши;
  - лимфоидная интерстиальная пневмония у детей старше 13 лет;
  - лимфома Беркитта;
  - лимфома иммунообластная;
  - лимфома мозга, первичная;
  - синдром потери веса, связанный с ВИЧ.

2. Диагноз СПИД можно выставить без лабораторного подтверждения ВИЧ-инфекции, если наблюдались достоверно диагностированные заболевания, перечисленные в пункте 1.
По критериям ВОЗ допускается диагноз СПИД и при отрицательных лабораторных анализах, если у пациента все другие причины иммунодефицита исключены и имеют место пневмоцистная пневмония, достоверно подтверждённая, или любое из перечисленных выше индикаторных заболеваний, диагностированное определённо, и количество Т-хелперов — меньше 400 мм³.
3. Нельзя ставить диагноз СПИД без лабораторного подтверждения ВИЧ-инфекции, если имели место:
- проводимая высокими дозами и длительная систематическая кортикостероидная, а также любая другая иммуносупрессивная терапия, проводимая на протяжении 3 месяцев до начала индикаторного заболевания;
- любая из следующих, диагностированных в период 3 месяцев до или после выявления индикаторного заболевания, болезней: лимфогранулематоз, другие лимфомы (кроме первичной лимфомы мозга), лимфоидная лейкемия, многоочаговая миелома или другое злокачественное заболевание из лимфоретикулярной или гистиоцитарной ткани, ангиоиммунобластическая лимфаденопатия;
- врождённый (генетический) иммунодефицитный синдром или приобретённая иммунная недостаточность, атипичная для ВИЧ-инфекции.

Особенности течения ВИЧ-инфекции у детей
Заражение детей ВИЧ может происходить от инфицированной матери в процессе беременности, во время родов и при кормлении грудью, а также парентеральным путём при медицинских и парамедицинских вмешательствах. Риск передачи ВИЧ детям, рождённым от серопозитивных матерей, составляет по разным данным от 25 % до 50 %, зависит от стадии ВИЧ-инфекции у матери и увеличивается при грудном вскармливании.
Клиника ВИЧ-инфекции у детей имеет ряд особенностей:
- чаще, чем у взрослых, встречаются рецидивирующие бактериальные инфекции, а также интерстициальные лимфоидные пневмониты и гиперплазия пульмональных лимфоузлов (до 40 % случаев);
- очень редка саркома Капоши;
- наиболее частыми клиническими признаками являются энцефалопатия и задержка темпов психомоторного и физического развития;
- часто встречается тромбоцитопения, клинически проявляющаяся геморрагическим синдромом, который может быть причиной смерти детей;
- ВИЧ-инфекция у детей характеризуется более быстрым прогрессирующим течением по сравнению со взрослыми.

Диагностика ВИЧ-инфекции у детей, рождённых от сероположительных матерей, сложна. С одной стороны, в течение первого года жизни в сыворотке крови ребёнка циркулируют материнские антитела, и, следовательно, обнаружение антител к ВИЧ у детей первого года жизни не является достаточным основанием для постановки им диагноза ВИЧ-инфекции. С другой стороны, поскольку заражение ВИЧ в неонатальном периоде может индуцировать гипо-агаммаглобулинемию, исчезновение антител не может считаться достаточным основанием для снятия диагноза ВИЧ-инфекции, в связи с чем дети, родившиеся от ВИЧ-позитивных матерей, должны наблюдаться не менее чем в течение 18 месяцев от рождения. После этого вопрос о наличии у них ВИЧ-инфекции решается на основании анализа комплекса клинических, иммунологических и серологических данных.
Обоснование клинического диагноза
Клинический диагноз у больного ВИЧ-инфекцией устанавливается комиссионно на основании эпидемиогических, клинических и имеющихся лабораторных данных.

## Основные рекомендации по ведению больных лимфаденопатией
- Тщательно собрать анамнез с уточнением факта травм, воспалительных заболеваний органов, миграционного и туристического анамнеза.
- Провести тщательное исследование всех лимфатических органов для исключения генерализованной лимфаденопатии или специфического заболевания:
  - осмотр миндалин,
  - пальпация всех групп лимфоузлов: затылочных, околоушных, шейных, надключичных, подключичных, подмышечных, паховых, кубитальных,
  - пальпация печени и селезёнки,
  - перкуссия печени и селезёнки,
  - при наличии подозрения на увеличение — УЗИ.
- При описании характеристик лимфоузлов отметить:
  - локализацию,
  - форму,
  - болезненность,
  - консистенцию,
  - состояние кожных покровов над поражённой группой лимфоузлов,
  - спаянность лимфоузлов с кожей и между собой.
- Обследовать органы, дренируемые в данную группу лимфоузлов.
- Выполнить диагностический минимум: общий анализ крови (ОАК), общий анализ мочи (ОАМ), биохимический анализ крови (БАК) с определением глюкозы, мочевины, билирубина, о.белка, АлАТ, АсАТ, белковых фракций. При необходимости расширение с определением других печёночных ферментов, тимоловой пробы и др.
- На основании анализа полученных данных первичного обследования — коррекция диагностических процедур, назначение анализа крови на RW, ревмо-фактор, циркулирующие иммунные комплексы и др.
- При отсутствии длительного анамнеза увеличения лимфоузлов наблюдение за больными в течение 2—4 недели.
- При наличии бактериальной инфекции в зоне дренирования лимфоузлов — назначение антибактериальной терапии с учётом предполагаемой флоры и данных о чувствительности к антибиотикам.
- Пункционная или эксцизионная биопсия ЛУ с цитологическим и гистологическим исследованием. Показания: плотные, безболезненные лимфоузлы размером более 2 см2, надключичная локализация, возраст старше 40 лет.
- Назначение гормональных препаратов при лимфаденопатиях неясного генеза НЕДОПУСТИМО.
- Если размеры ЛУ не превышают 1 см², то высока вероятность реактивной лимфаденопатии. У больных с увеличенными ЛУ размером более 2 см² чаще следует подозревать опухолевый или гранулематозный процесс. В случаях увеличения ЛУ, не превышающего 1,5 см², и при отсутствии явных признаков инфекции необходимо дальнейшее наблюдение за больными.